# Lukibu
Lukibu är ett vattendrag i Kongo-Kinshasa, ett biflöde till Sankuru. Det bildar gräns mellan provinserna Sankuru och Kasaï Central från sammanflödet med Musulu till sammanflödet med Lumea-Ndongo, därefter gräns mellan Sankuru och Kasaï till sammanflödet med floden Sankuru. Det ligger i den centrala delen av landet, 800 km öster om huvudstaden Kinshasa.